# Организација југословенских националиста
Организација југословенских националиста (ОРЈУНА) је била политичка организација која се залагала за идеју да јужнословенска племена чине једну, југословенску нацију. Основана је 25. јануара 1921. у Сплиту под именом Југословенска напредна националистичка омладина а укинута послије увођења Шестојануарске диктатуре 1929. Посједовала је властиту паравојну организацију која је током 1920-их на улицама тадашње Југославије водила сукобе са хрватским националистима и комунистима. Најснажнију подршку је имала у Далмацији и Словенији, односно крајевима који су се сматрали најугроженијим од италијанског иредентизма.
Данас се у Хрватској, а поготово у Далмацији, израз "орјунаш" од стране хрватских националиста и десничара користи као пежоративни израз за "анационалног" и "издајничког" припадника хрватског народа.

## Историја
Организација југословенских националиста је основана у Сплиту 23. марта 1921. године, под именом Југословенска напредна националистичка омладина (ЈННО). Први чланови махом су били омладинци Прибићевићеве фракције Демократске странке. Организацију је финансирала покрајинска влада да би бранила Краљевину СХС од претња коју су представљали комунисти, сепаратисти и друге особе за које се оцењивало да угрожавају државу. Први председник организације је био Марко Нани, а први секретар Едо Булат. Прве акције које је организовала ЈННО биле су демонстрације против комуниста поводом убиства министра унутрашњих послова Милорада Драшковића које су извршили комунистички симпатизери. ЈННО је организовала демонстрације у Сплиту, Загребу и Осијеку, а у Загребу припадници организације су чак демолирали уред новина које су за убиство оптуживали владу. У раду организације учествовали су и истакнути уметници као што су Нико Бартуловић, Тин Ујевић, Мирко Королија, Алекса Шантић, Ђуро Виловић и Ћирo Чичин-Шаин.
Организација је била нарочито ефикасна у областима Словеније и Хрватске које су биле циљ италијанског и аустријског иредентизма, као и у областима где су националне мањине биле сматране моћним или сепаратистички настројеним, попут Мађара у Војводини. Чланство покрета је било мешовито од припадника свих југословенских народа. Међутим, већина чланова су били Хрвати из Далмације. Организација је уређивала своје новине, имала академски клуб, радничку организацију, средњошколско крило Млада Југославија, и паравојну организацију Акција Одјељак.
Марш на Рим и долазак фашизма на власт у Италији 1922. подстакли су организацију да потпуно одбаци либералну демократију и да се залаже за трансформацију друштва у унитаристичку народну заједницу. После 1922. људи свих животних доба су почели да се придружују овој организацији, која је маја 1922. променила име у ОРЈУНА и објавила статут и програм. ОРЈУНА је директоријум од седам чланова и председника. За председника организације изабран је Љубо Леонтић. Главни циљ организације је било очување унитарне југословенске државе. До 1925. Акција Одјељак је имала око 10.000 чланова. Припадници ове организације сукобљавали су се са аустријским и италијанским граничним патролама. Средином 1920-их ОРЈУНА је интензивно сарађивала са организацијама сродних идеолошких уверења, као што су Народна одбрана, Јадранска стража и удружења четника, а сама је истовремено била у рукама Прибићевића и Демократске странке. ОРЈУНА није никада директно учествовала на изборима, али су њене присталице гласале за југословенски оријентисане странке.
Орјуна је у својој политичкој мисији често користила насиљем и терором. Због своје изражене антикомунистичке оријентације, често се дешавало да орјунашке паравојне организације и њени симпатизери буду ангажоване за разбијање штрајкова и левичарских скупова, као што су разбијање штрајкова радника фабрике вагона у Славонском Броду 1924, генералног штрајка помораца, штрајкова рудара у Хусину 1923. и Трбовљу 1924. Осим са комунистима, ОРЈУНА се сукобљавала и са припадницима Српске националистичке омладине (СРНАО) и Хрватске националне организације (ХАНАО) и растурала скупове ХСС-а и радикала у Војводини. Било је и изузетака: у марту 1924. се извештава да орјунаши и ханаовци заједно нападају Јевреје у Загребу.
Када је краљ Александар Карађорђевић 1929. увео своју личну диктатуру и распустио скупштину, ОРЈУНА је подржала краљеву акцију, али пошто је краљ све странке и организације ставио ван закона, ОРЈУНА је престала да постоји. Неки њени бивши чланови су ступили у Јадранску стражу и Југословенску акцију.
Организација је имала орден "Црвеног змаја" - до фебруара 1923. њиме су били одликовани само велики челник Пашко Фабрис и Берислав Анђелиновић, који је претходног месеца био рањен у обрачуну са франковцима у Загребу.